# Романовский, Валентин Николаевич
Валентин Николаевич Романовский (1906—1973) — советский военачальник, контр-адмирал Военно-морского флота СССР.

## Биография

Могила Романовского на Введенском кладбище Москвы.

Валентин Николаевич Романовский родился 23 октября 1906 года в Одессе. В 1928 году он был призван на службу в Военно-морской флот СССР. В 1929 году Романовский окончил Кронштадтскую электроминную школу, в 1934 году — курсы при Военно-морском училище имени М. В. Фрунзе, в 1936 году — минный отдел специальных курсов командного состава Военно-морских сил Красной Армии. Служил на командных должностях в частях Военно-морского флота СССР. Участвовал в боях на озере Хасан и в советско-японской войне.
После окончания войны Романовский продолжил службу в Военно-морском флоте СССР. в 1951—1956 годах он служил главным минёром Управления боевой подготовки Генерального штаба Военно-морского флота СССР. В 1954 году Романовский окончил краткосрочные курсы при Военно-морской академии имени А. Н. Крылова, 31 мая того же года ему было присвоено воинское звание контр-адмирала. В 1956—1961 годах служил начальником 6-го отдела — заместителем начальника Материально-технического управления Военно-морского флота СССР по боевому применению оружия. Руководил специальной боевой подготовкой флотов по минно-торпедному оружию. В мае 1961 года по болезни Романовский был уволен в запас.
Проживал в Москве. Умер 3 марта 1973 года, похоронен на Введенском кладбище (29 уч.).
Был награждён орденами Ленина, Красного Знамени, Отечественной войны 1-й степени, двумя орденами Красной Звезды и рядом медалей.